# Hans Ledermann
Hans Ledermann (Hombrechtikon, Districte de Meilen, 28 de desembre de 1957) va ser un ciclista suís, que va combinar la carretera amb la pista. Va guanyar una medalla de bronze al Campionat del món en quilòmetre contrarellotge de 1977, i una de plata al de puntuació de 1985.
Va participar en els Jocs Olímpics de 1980 i 1984

## Palmarès en carretera
- 1979
  - Vencedor d'una etapa a la Volta a la Baixa Saxònia

## Palmarès en pista
- 1977
  -  Campió de Suïssa en Quilòmetre
- 1984
  -  Campió de Suïssa en Quilòmetre
- 1985
  -  Campió de Suïssa en Quilòmetre